# アキーレ・ベルトラーメ
アキッレ・ベルトラーメ（Achille Beltrame、1871年3月19日 - 1945年2月19日）は、イタリアのイラストレーター、画家である。イタリアの週刊紙「La Domenica del Corriere」（コリエーレ・デラ・セラ日曜版）の表紙絵を半世紀にわたって描いたことで知られる。

## 略歴
イタリア北部ヴィチェンツァ県のアルツィニャーノで生まれた。ミラノのブレラ美術アカデミーでフランチェスコ・アイエツやジュゼッペ・ベルティーニに学んだ。ポスター画家として出版社（Officine Grafiche Ricordi）の仕事をした。28歳の時、同じ年齢の編集者ルイジ・アルベルティーニ（it:Luigi Albertini）に誘われて、週刊紙「La Domenica del Corriere」の創刊に参加した。第一号は1899年1月8日に出版され、それ以降1945年の2月号まで、表紙絵などを描き続け、その絵は社会的な影響力を持ったとされる。
1945年にミラノで死去。「La Domenica del Corriere」の表紙絵の仕事は弟子のヴァルテル・モリーノ（Walter Molino）が引き継いだ。

## 作品

### 絵画

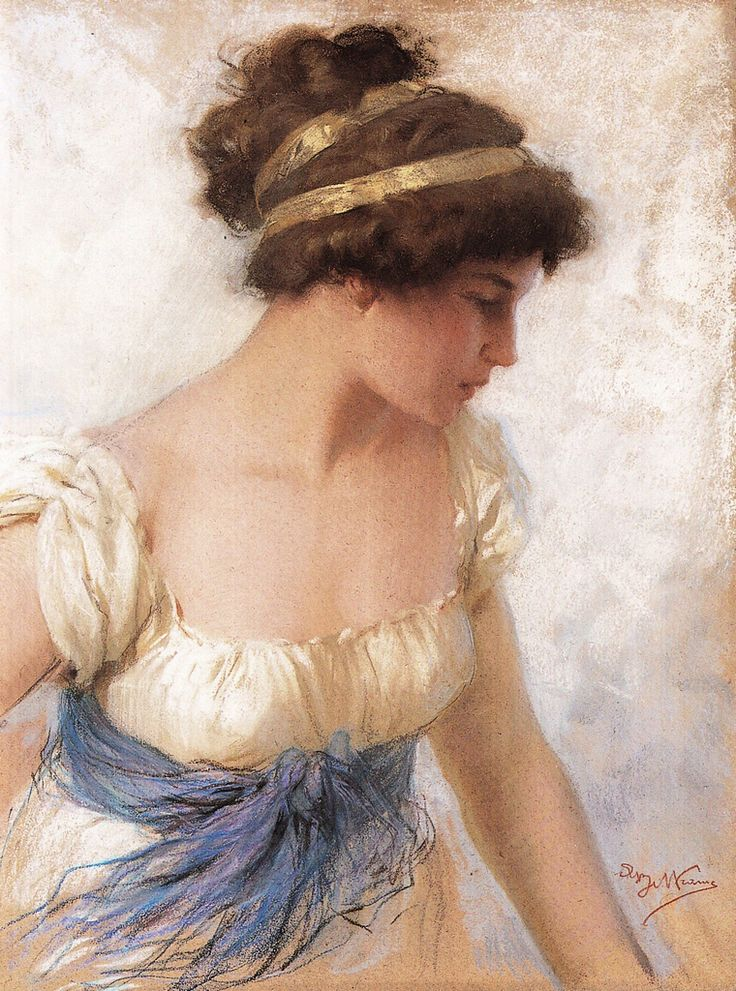
婦人像(1917)
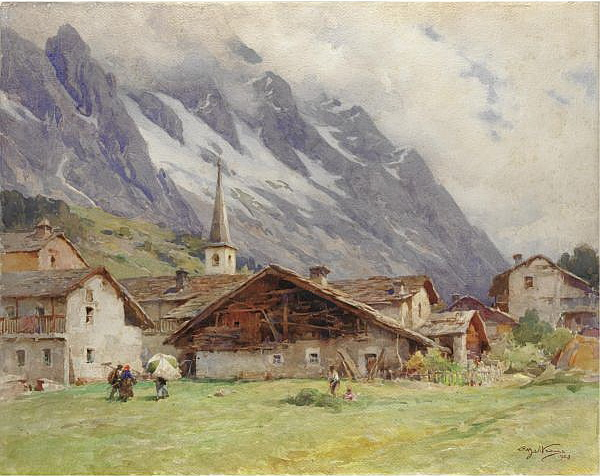
クールマイユール(1928)
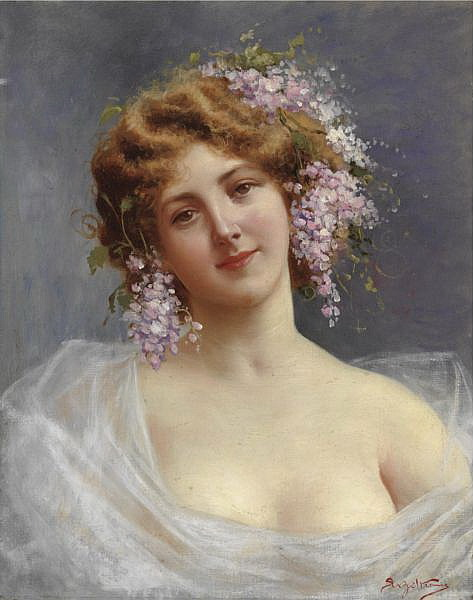
ライラックを着けた少女
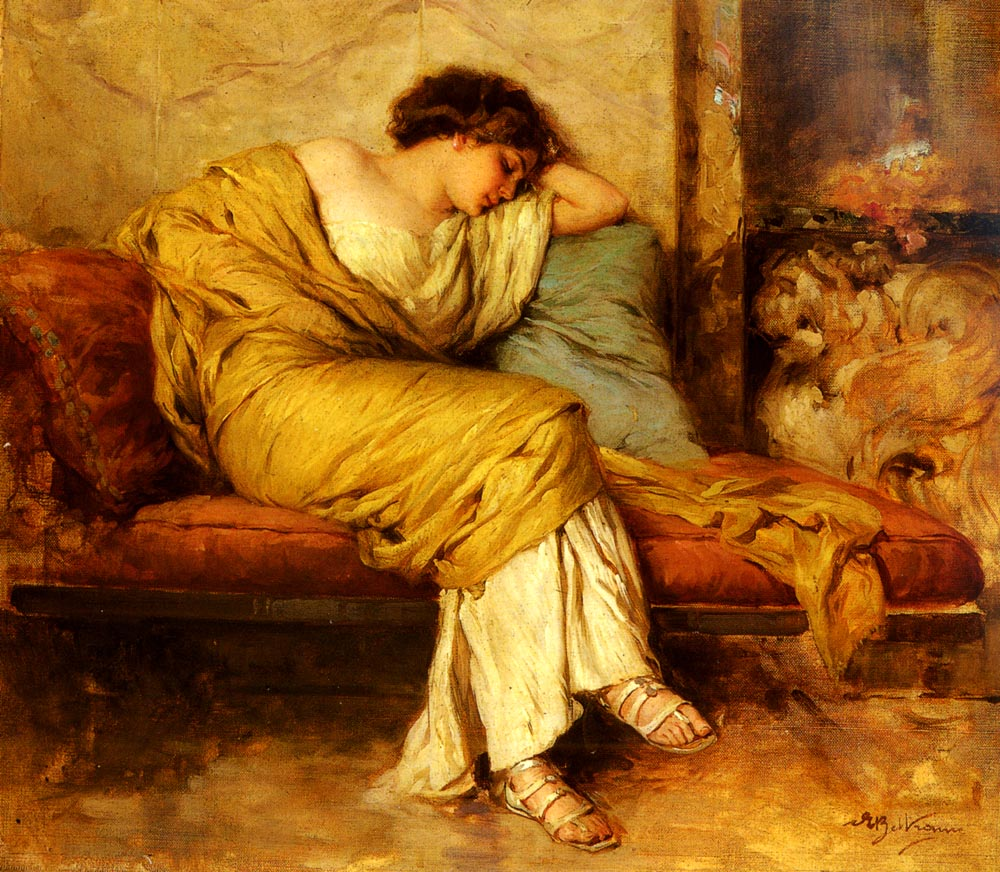
眠る女性

### 雑誌挿絵

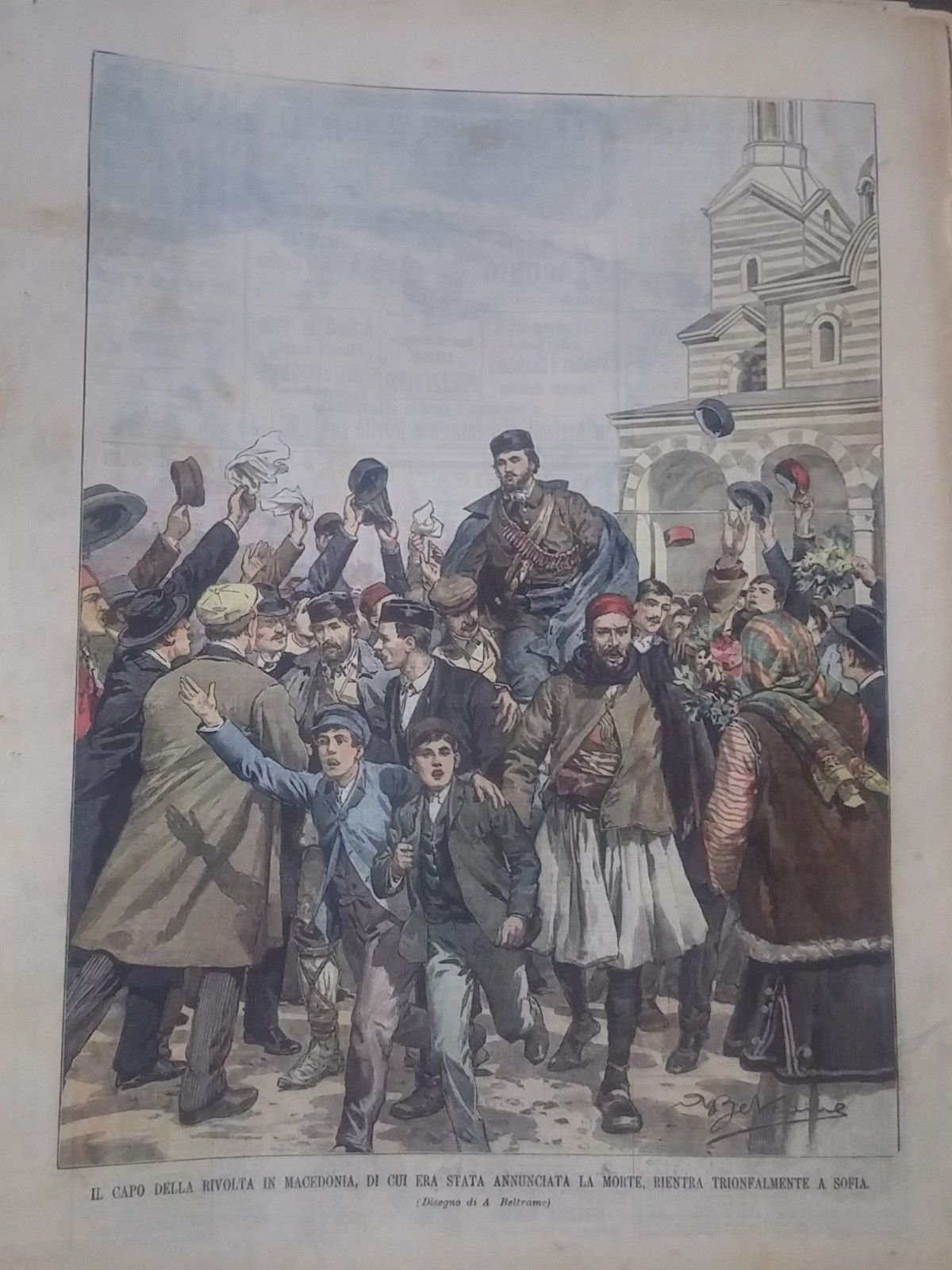
ソフィアに帰還したマケドニア反乱のリーダー(1903年)
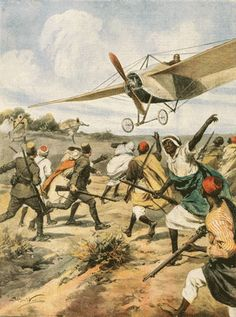
トルコ軍を攻撃するイタリア軍機
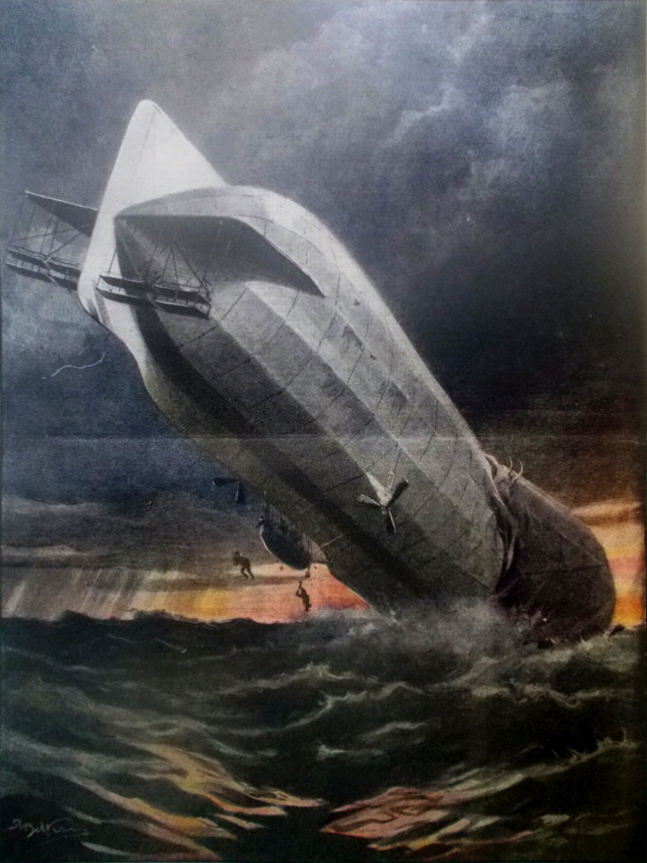
ドイツ海軍の飛行船L1の事故 (1913年9月)
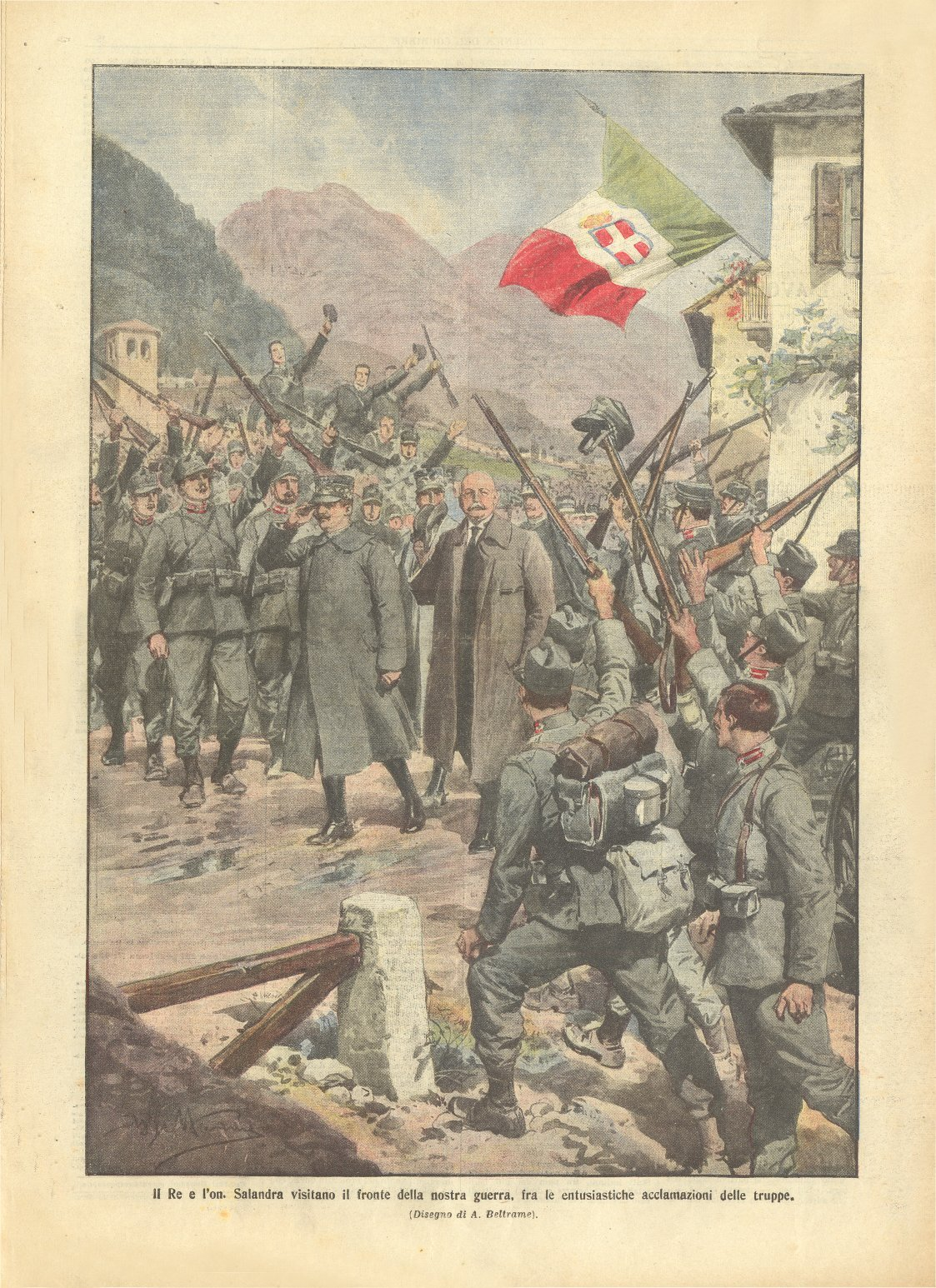
第一次大戦で前線を視察するイタリア国王
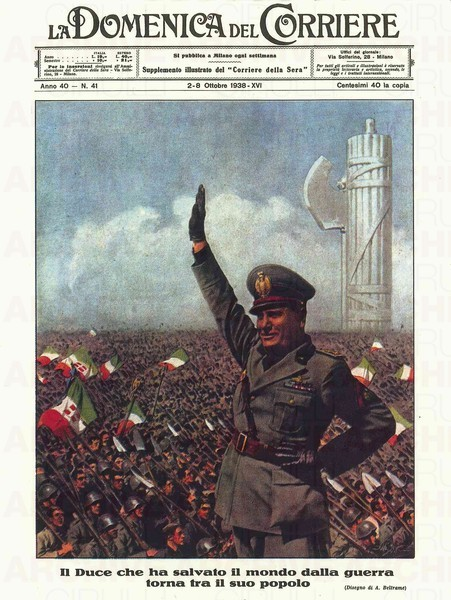
1938年の雑誌の表紙絵